# فلوريان لوكا
فلوريان لوكا (بالإسبانية: Florian Luca)‏ هو رياضياتي مكسيكي، ولد في 16 مارس 1969.